# Anthony (Kansas)
Anthony város az USA Kansas államában. Lakosainak száma 2108 fő (2020. április 1.).

## Népesség
A település népességének változása:

| 2010 | 2 269 |
| 2020 | 2 108 |